# Пилдас
Пи́лдас (латыш. Pildas ezers, латг. Pyldys azars) — озеро в Латвии, расположено в Латгалии, в Нюкшинской волости Лудзенского края, рядом с посёлком Нюкши. Высота над уровнем моря — 138,3 м.
Площадь водосборного бассейна — 195,7 км². Площадь поверхности (вместе с островами) — 3,28 км², без них — 2,95 км². Размеры озера - 4 на 1,3 км.Средняя глубина 2,1 м, наибольшая — 4,5 м.
Озеро Пилдас относится к группе Пилдских озёр и является самым большим среди них. Озеро является охраняемым природным объектом, имеет публичный статус. На озере расположены 9 островов. В озере обитают такие виды рыб как: щука, окунь, плотва, лещ, линь и карп.
Через озеро протекает река Иснауда.